# Paola De Micheli
Paola De Micheli (1 de septiembre de 1973) es una gestora y política italiana, miembro del Partido Democrático, que fue nombrada ministra de Infraestructura y Transporte en el segundo gobierno de Giuseppe Conte, el 5 de septiembre de 2019. Fue la primera mujer en ocupar ese cargo.

## Biografía
De Micheli se graduó en Ciencias Políticas por la Universidad Católica de Milán y trabajó como gerente en la industria alimentaria.
Ingresó en política en la década de 1990, durante la irrupción del partido El Olivo y ha sido concejal de Pontenure entre 1999 y 2004. Se unió al Partido Democrático en 2007 y ocupó el cargo de consejera de Recursos Humanos y Económicos de Piacenza entre 2007 y 2010.

## Trayectoria política
En las elecciones generales de 2008, De Micheli fue elegida diputada. Durante el proceso de primarias de su partido, en 2009, apoyó a Pier Luigi Bersani, más tarde elegido Secretario general, quien la nombró responsable de Pequeña y mediana empresa.
Reelegida como diputada en el Elecciones generales de 2013, De Micheli fue nombrada subsecretaria del Ministerio de Economía en los Gobiernos Renzi y el Gentiloni, entre 2014 y 2017. En septiembre de 2017, De Micheli dejó su oficina en el Ministerio de Economía para reemplazar a Vasco Errani como nueva Comisionada para la reconstrucción de las áreas afectadas por los terremotos de 2016 y 2017.
Fue reelegida por tercera vez en la Cámara de Diputados en las Elecciones generales de 2018. Al año siguiente, durante las primarias de 2019, apoyó a Nicola Zingaretti. Tras la elección de Zingaretti como Secretario general, De Micheli sonó como posible nueva vicesecretaria del Partido Democrático.

### Ministra de Infraestructura y Transporte
El 5 de septiembre de 2019, De Micheli fue nombrada ministra de Infraestructura y Transporte, en el segundo gobierno de Giuseppe Conte, quien encabezó una coalición entre el Partido Democrático y el Movimiento 5 Estrellas.